# Centro de visitantes del Capitolio de los Estados Unidos
El Centro de Visitantes del Capitolio de los Estados Unidos (CVC) es una gran ampliación subterránea al complejo del Capitolio de los Estados Unidos que sirve como punto de encuentro para hasta 4.000 turistas y como espacio de expansión para el Congreso de los Estados Unidos. Inaugurado en 2008, está ubicado en 1st Street East debajo de los jardines arbolados y ajardinados del Frente Este del Capitolio e incluyó el desarrollo de la plaza de la superficie (que formalmente sirvió como estacionamiento desde mediados de la década de 1920). Claraboyas transparentes adicionales también marcan la superficie de la plaza para permitir que la luz entre al centro. El complejo contiene 580 000 pies cuadrados (53 883,7 m²)   de espacio bajo tierra en tres niveles. El presupuesto total del proyecto fue de 621 millones de dólares.
El CVC dispone de espacio adicional para uso del Congreso, incluidas múltiples salas de reuniones y conferencias. En el lado sur/de la casa, hay una sala grande que probablemente será utilizada por un comité . Un Auditorio del Congreso, un teatro con capacidad para 450 personas, también está disponible para uso de los miembros del Congreso o de cualquiera de las Cámaras del Congreso en caso de ser necesario.
El CVC se inauguró oficialmente el 2 de diciembre de 2008. Esta fecha fue seleccionada para coincidir con el 145 aniversario de la colocación de la icónica Estatua de la Libertad esculpida por Thomas Crawford en la cima de la cúpula y el edificio del Capitolio en 1863, lo que significa la finalización de la construcción de su nueva segunda cúpula.
El Instituto Americano de Arquitectos le otorgó a RTKL Associates Inc. el Premio a la Excelencia en Recursos Históricos por su trabajo en el Centro de Visitantes del Capitolio de los Estados Unidos. El premio se entregó en la Fiesta de Clausura de la Semana de la Arquitectura y en la Gala de Premios de Diseño el 30 de septiembre de 2010, en Washington D. C.

## Historia de la construcción

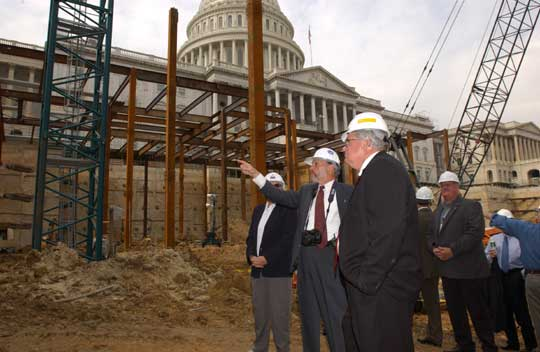
El ex presidente de la Cámara de Representantes Dennis Hastert y el ex arquitecto del Capitolio Alan Hantman recorren el CVC durante las primeras etapas de construcción.

La construcción del CVC fue supervisada por el Arquitecto del Capitolio . Ese puesto fue ocupado por Alan Hantman, FAIA, hasta que su mandato expiró el 4 de febrero de 2007; la construcción fue luego continuada por el entonces arquitecto interino del Capitolio , Stephen T. Ayers, AIA, LEED AP.

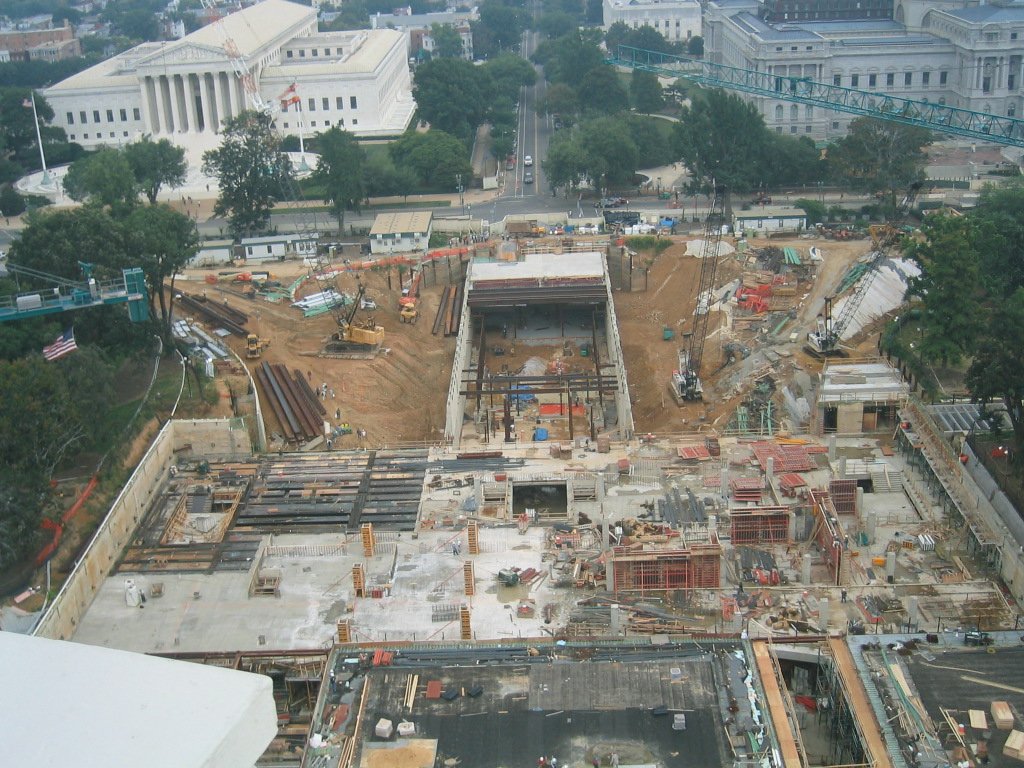
Construcción del CVC en julio de 2004

La ceremonia de colocación de la primera piedra del CVC tuvo lugar el 20 de junio de 2000. Aunque originalmente se había planeado que se completara en enero de 2004, la fecha final de finalización (sin incluir el espacio de expansión del Senado y la Cámara de Representantes) se extendió hasta el 2 de diciembre de 2008.  El costo propuesto originalmente era de 71 millones de dólares, pero ha aumentado a 621 millones. El CVC ha causado controversia por excederse del presupuesto y del cronograma. Gran parte de esto se debe al aumento del costo del combustible, a las medidas de seguridad posteriores al 11 de septiembre y al mal tiempo. En una audiencia sobre los sobrecostos del CVC, el representante Jack Kingston lo calificó como "un monumento a la ineficiencia, ineptitud y excesos del gobierno". El primer contrato de construcción importante, por un valor de casi 100 millones de dólares, fue adjudicado a Balfour Beatty (anteriormente Centex Construction ), en la primavera de 2002. Este contrato involucró la demolición del sitio, la construcción de muros pantalla, la excavación, la construcción de columnas, la instalación de servicios públicos en el sitio, la construcción del hormigón y el acero estructural, la impermeabilización y la construcción de un nuevo túnel de servicio. En julio de 2005, Balfour Beatty Construction completó todas las actividades de excavación y estructura, y la cubierta del techo cubrió toda la estructura del CVC.
Manhattan Construction Company fue responsable de la construcción, incluida la instalación de sistemas eléctricos, mecánicos y de plomería, la coordinación con los sistemas existentes del edificio del Capitolio donde el centro se conecta dentro del edificio del Capitolio y la finalización de la East Front Plaza sobre el suelo, con el trabajo del sitio relacionado y elementos de seguridad.

## Operaciones y funciones

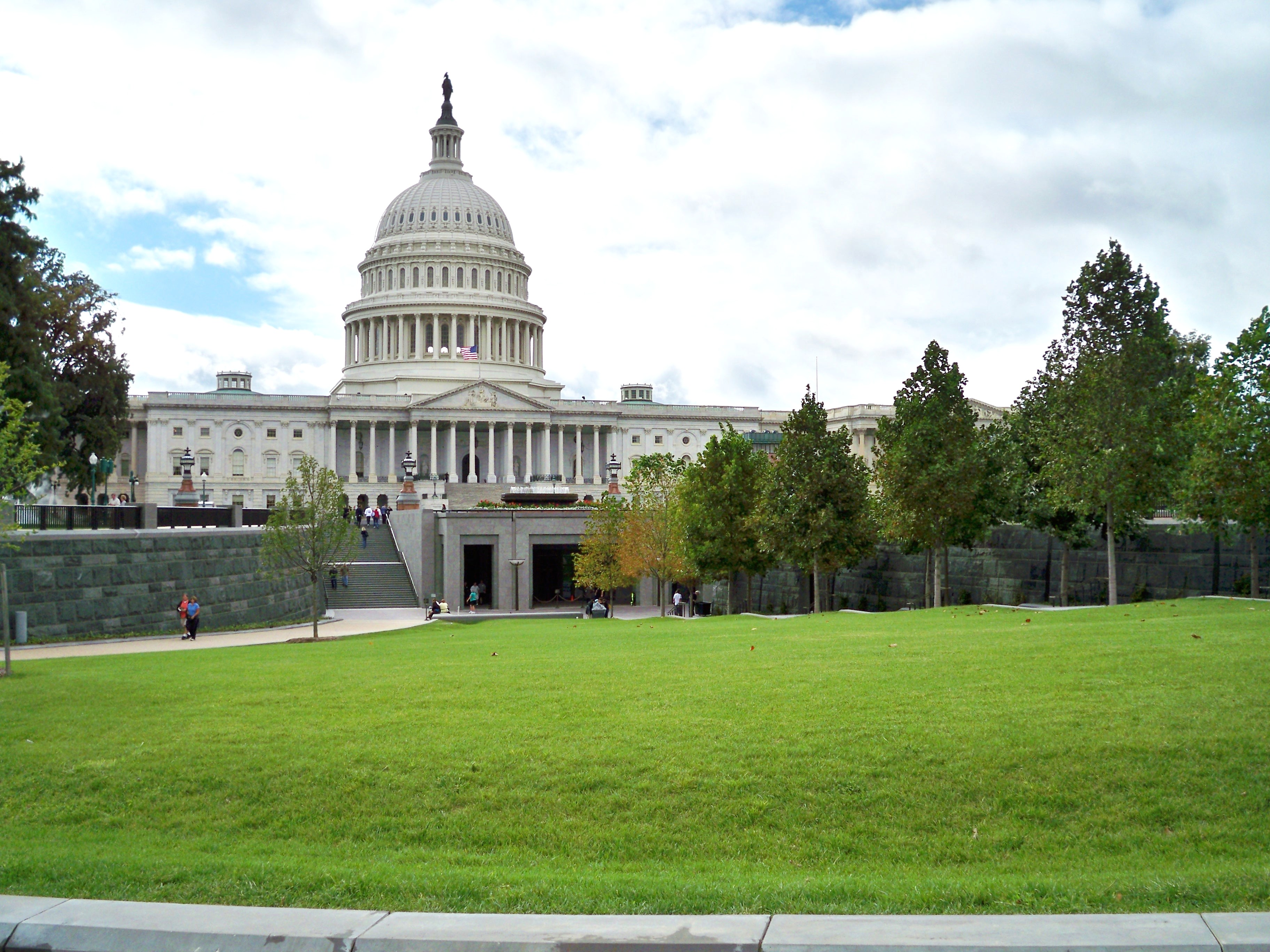
Entrada al Centro de Visitantes

El espacio está diseñado principalmente para ser utilizado como zona de espera para los visitantes que esperan realizar visitas guiadas al Capitolio. El número de visitantes anuales al Capitolio se ha triplicado, pasando de 1.000.000 en 1970 a casi 3.000.000 en los últimos tiempos, y se ha vuelto difícil lidiar con la congestión causada por tales multitudes. En el pasado, los visitantes debían hacer fila en las escaleras del este del Capitolio, que a veces se extendían hasta 1st Street East. Esta espera podía durar horas y no se ofrecía ninguna protección contra las inclemencias del tiempo. Las entradas no tenían horario y se adquirían por orden de llegada.
Con la incorporación del CVC, los visitantes ahora tienen un lugar seguro, accesible para discapacitados y educativo donde esperar antes de que comiencen sus recorridos por el Capitolio. Los visitantes pueden explorar libremente el CVC, que alberga una sala de exposiciones, dos tiendas de regalos y un patio de comidas con capacidad para 530 personas. La visita al CVC y al Capitolio es gratuita. Las entradas para las visitas al Capitolio también son gratuitas y se pueden reservar online con antelación.

### Salón de la Emancipación

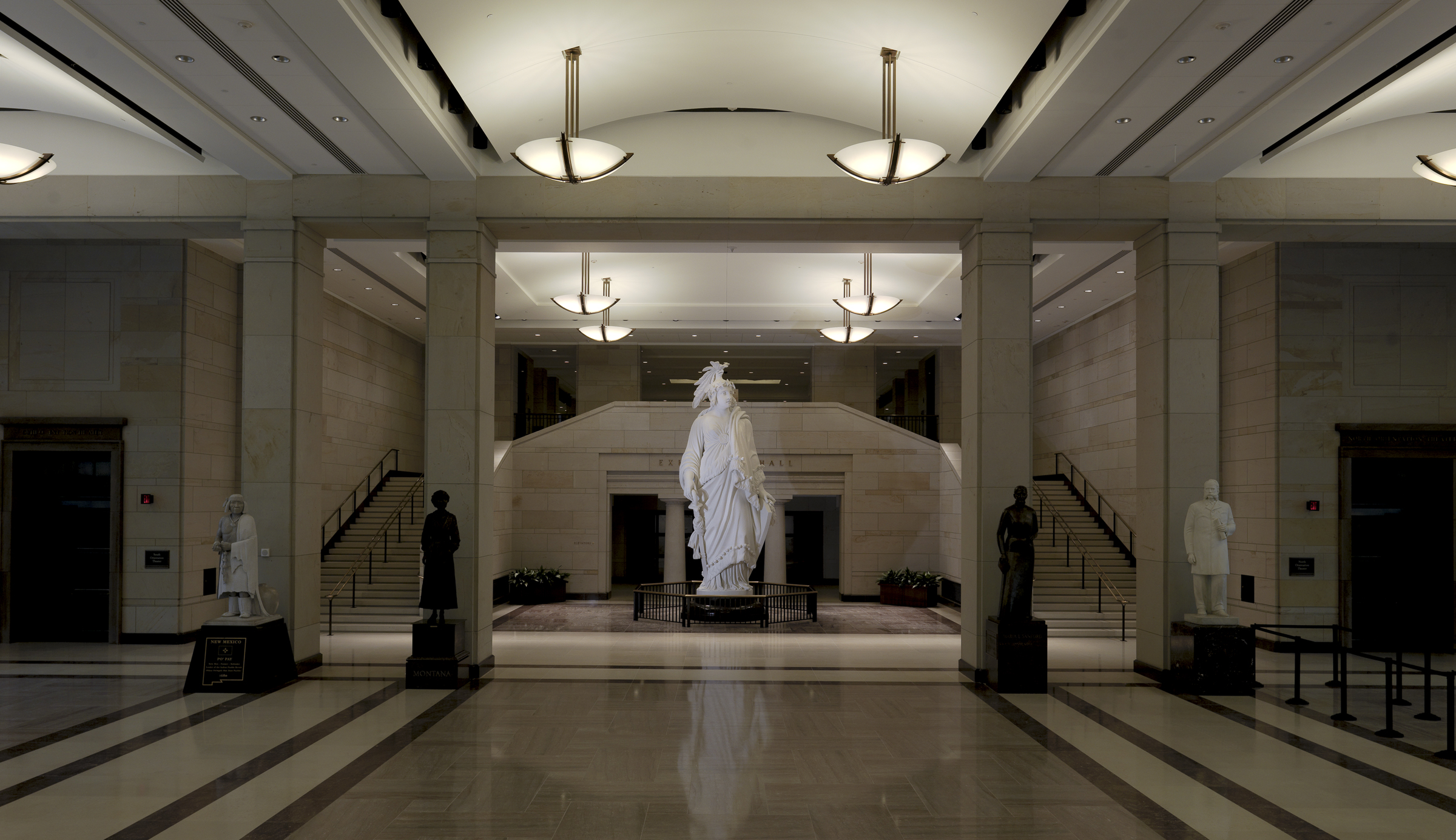
Salón de la Emancipación en el Centro de Visitantes del Capitolio. El molde de yeso de 1857 de la Estatua de la Libertad está en el centro, flanqueado por escaleras que conducen al Capitolio.

El Salón de la Emancipación es el salón principal del CVC y mide 20 000 pies cuadrados (1858,1 m²). Originalmente se lo designó como Gran Salón, pero esto se cambió a Salón de la Emancipación cuando un proyecto de ley copatrocinado por el congresista Zach Wamp y Jesse L. Jackson, Jr. fue aprobado por el Congreso y firmado por el presidente George W. Bush en enero de 2008. El Salón de la Emancipación contiene dos grandes tragaluces, cada uno de los cuales mide 30 pies (9,1 m) por 70 pies (21,3 m) y permitir una vista de la cúpula del Capitolio nunca antes vista. Los tragaluces dejan entrar una cantidad significativa de luz natural al salón y están rodeados de estanques de agua y asientos en la cubierta del techo.En la sala se exhibe el molde de yeso original de 1857 de la Estatua de la Libertad, la estatua de bronce que se encuentra sobre la cúpula del Capitolio. Fue trasladado al Salón desde la rotonda del sótano del Edificio de Oficinas del Senado Russell, al otro lado de Constitution Avenue desde el Capitolio, donde había estado desde enero de 1993. 
El salón también exhibe 24 estatuas de la Colección Nacional de Estatuas. La colección completa está formada por dos estatuas de cada estado. Las estatuas son donadas por sus respectivos estados para honrar a residentes notables. En los últimos años, las 100 estatuas han estado alojadas en el Capitolio, muchas de ellas en el Statuary Hall . Esto ha provocado una sobrepoblación de estatuas, y la reubicación de algunas de ellas en el Salón de la Emancipación ha permitido recuperar algo de espacio. Según el arquitecto interino del Capitolio, Steven T. Ayers, a las estatuas añadidas más recientemente se les ha dado preferencia para ser trasladadas al Salón de la Emancipación.
El 28 de abril de 2009, se inauguró un busto de Sojourner Truth en el Emancipation Hall.

### Sala de exposiciones

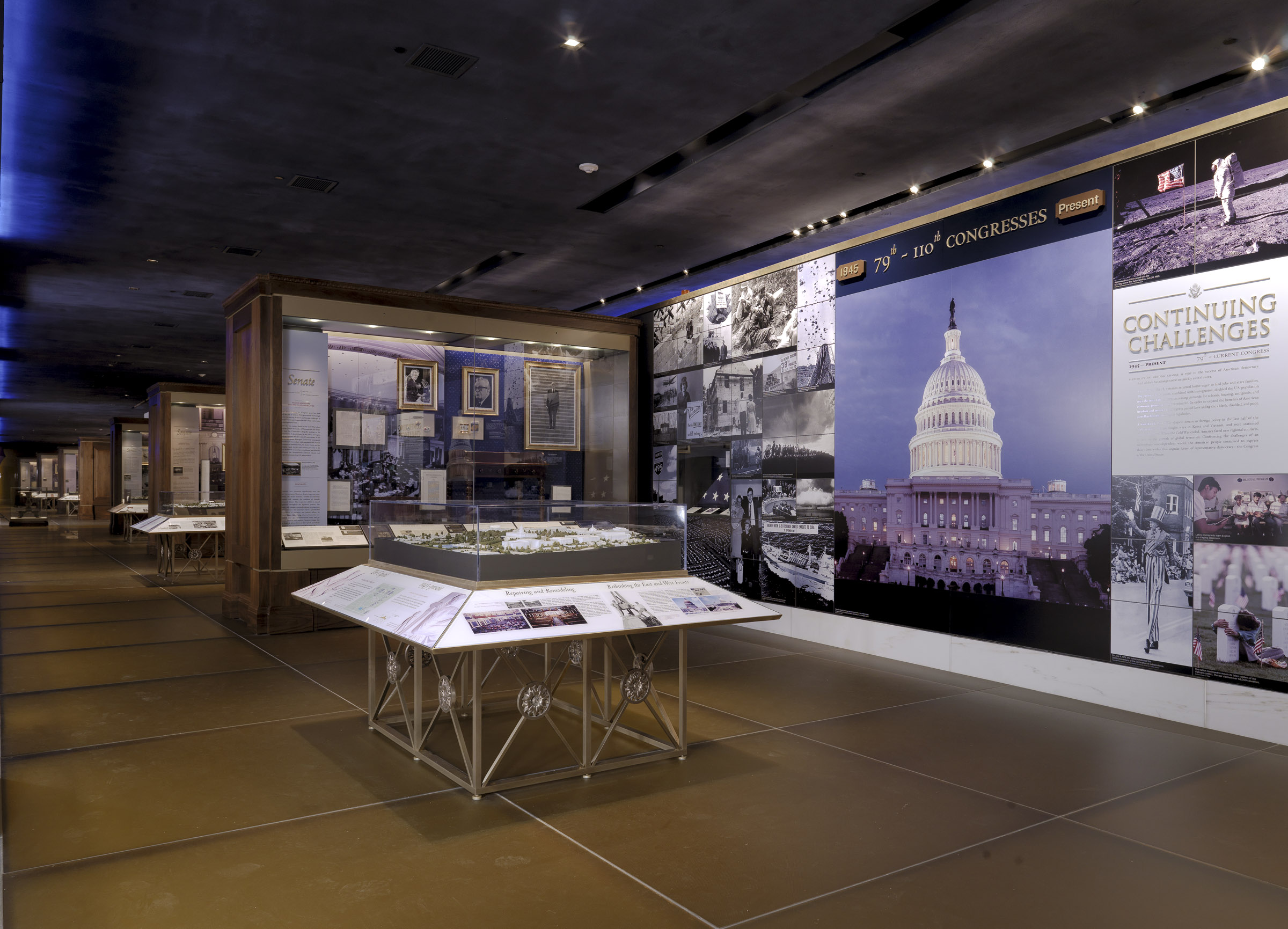
Sección de la Sala de Exposiciones centrada en el período comprendido entre 1945 y la actualidad

La sala de exposiciones incluye una sala de exposiciones 11 pies (3,4 m) Modelo de poliuretano de alta sensibilidad táctil de la cúpula del Capitolio. La sala está dominada por un par de columnas curvas 93 pies (28,3 m) Paredes de mármol revestidas de artefactos y pantallas táctiles interactivas. La colección incluye documentos firmados por George Washington y Abraham Lincoln. Seis maquetas del Capitolio completo ilustran cómo el edificio se expandió con el tiempo.  Dos nichos junto a la sala de exposiciones principal albergan televisores de pantalla plana de gran tamaño que permiten a los espectadores ver transmisiones en vivo de las sesiones de la Cámara de Representantes y del Senado. Una tercera alcoba ubicada detrás del modelo de cúpula táctil en el eje principal del Capitolio alberga el catafalco de Lincoln, que solía exhibirse en el sótano debajo de la cripta. Cerró en marzo de 2019 para realizar renovaciones. Reabrió sus puertas en 2022.

### Otras instalaciones y espacios
Dos teatros ubicados encima de la Sala de Exposiciones muestran continuamente un vídeo de 13 minutos sobre la historia del Congreso y del Complejo del Capitolio. Los visitantes ingresan a los teatros por el nivel del Salón de la Emancipación (inferior) y salen por el nivel del escenario (superior). Los cines proyectarán la misma película, pero en un horario escalonado para permitir un flujo fluido de turistas al Capitolio.
Junto al Emancipation Hall hay dos tiendas de regalos, una en el extremo norte del salón y otra en el extremo sur.  Estas reemplazan la única tienda de regalos que anteriormente estaba ubicada en la Cripta del Capitolio.
El CVC incluye un patio de comidas con capacidad para 530 personas, lo que se espera que alivie el hacinamiento en las cafeterías de los edificios de oficinas del Congreso. 
Aproximadamente 170 000 pies cuadrados (15 793,5 m²) ha sido reservado para uso del Congreso. Gran parte del espacio será destinado a un nuevo Auditorio del Congreso. La mayor parte del resto del espacio se destinará a salas de reuniones de comités.

#### Espacio de servicio
Como parte del proyecto CVC se construyeron varios túneles. El primero es un 1000 pies (304,8 m). Túnel largo de servicio para camiones, cuya entrada se ubica al norte de la Avenida Constitución, cerca del estacionamiento subterráneo del Senado. Su objetivo es aliviar el tráfico en la plaza y mejorar la seguridad controlando los camiones de reparto y servicio a una distancia segura del propio Capitolio. Se construyó un segundo túnel para conectar el CVC con la Biblioteca del Congreso. Parte de East Capitol Street estuvo cerrada durante la construcción y el túnel se completó en el invierno de 2005.
El elevado coste de construcción del Centro de Visitantes del Capitolio ha sido una fuente constante de controversia para el proyecto. La revista Time proyectó que el costo total sería de casi 600 millones de dólares.  Los críticos citaron sus tres auditorios, la cafetería más grande de Washington y un túnel que conecta el Centro de Visitantes del Capitolio con la Biblioteca del Congreso como símbolo del gasto excesivo del gobierno federal y del Congreso.

### Crítica religiosa
Además de la controversia generada por los repetidos retrasos y los sobrecostos, los republicanos han criticado al centro por lo que consideran una cobertura insuficiente del patrimonio religioso estadounidense. El senador Jim DeMint, de Carolina del Sur, afirmó que la CVC no "honra adecuadamente nuestra herencia religiosa, que ha sido crucial para el éxito de Estados Unidos". El expresidente de la Cámara de Representantes, Newt Gingrich, inició una petición para que la religión se reconozca de forma más prominente como elemento central. En el momento de su construcción, el CVC tenía una placa que declaraba que el lema nacional era "E Pluribus Unum", un lema tradicionalmente utilizado del Gran Sello de los Estados Unidos, pero no el lema oficial de los Estados Unidos. Desde entonces se ha cambiado al lema oficial, "En Dios confiamos". Algunas de estas controversias fueron abordadas brevemente por Beth Plemmons, Directora Ejecutiva de Servicios para Visitantes en el Centro de Visitantes del Capitolio, durante su testimonio el 16 de mayo de 2018, en una audiencia ante el Comité de Administración de la Cámara de Representantes de los Estados Unidos.